# 大越兼吉
大越 兼吉（おおこし かねきち、1867年8月26日（慶応3年7月27日） - 1905年3月7日）は、大日本帝国陸軍軍人。最終階級は陸軍歩兵中佐。

## 経歴
大越重三郎の三男として福島県磐前郡白水村(現・福島県いわき市)に生まれる。1885年2月、陸軍教導団に入り、1887年12月、士官候補生となり、歩兵第四連隊付となる。1890年7月、陸軍士官学校（1期）を卒業、 1890年（明治23年）7月29日の官報によると、陸軍士官学校第1期を歩兵科6番/103名で卒業している。
累進して日清戦争に陸軍中尉として出征。以後、歩兵第三旅団副官、仙台陸軍地方幼年学校生徒監、教育総監部出仕などを歴任。日露戦争には大尉、第二軍管理部副官として出征した。
1904年7月、陸軍少佐に進み、ついで歩兵第六連隊第二大隊長に補せられ、沙河会戦に参加し、敵の砲兵陣地に突入してあまたの大砲を鹵獲し、軍司令官から個人感状を受けた。1905年3月、奉天近郊李官堡の戦闘（奉天会戦）に参加する。
この戦闘で第六連隊は生存者が約400名に減少、弾薬も欠乏する苦戦に陥った。後方に派遣した伝令は復命することができず、大越は負傷の身ながらも自ら伝令となったが腹部に被弾する。大越は自らの行動が連隊長の命令に基づくものである旨を認めたうえで拳銃自決した。大越の死を見届けた兵は、依頼された伝令役を果たし、第六連隊には援軍が差し向けられた。大越は中佐に進級している。
当時、軍神としてその壮烈をうたわれた。

## 栄典
位階
- 1892年（明治25年）2月3日 - 正八位[3]
- 1894年（明治27年）12月18日 - 従七位[4]
- 1898年（明治31年）9月10日 - 正七位[5]
- 1903年（明治36年）11月10日 - 従六位[6]

勲章等
- 1895年（明治28年）11月18日 - 明治二十七八年従軍記章[7]

## 家族親族
- 二男 大越兼二（陸軍大佐）
- 娘婿 板垣征四郎（陸軍大将）